# 東京ベイ有明ワシントンホテル
東京ベイ有明ワシントンホテル（とうきょうベイありあけワシントンホテル、Tokyo Bay Ariake Washington Hotel）は、東京都江東区有明にあるホテルである。
藤田観光が運営するホテル・チェーン、「ワシントンホテル」のひとつであり、1999年（平成11年）に開業した。

## 概要
都などが出資する第三セクターであった東京国際貿易センター（2003年社団法人東京国際見本市協会と統合。東京ビッグサイトとなる）が建設した有明パークビル内の核施設として、1999年6月29日に開業した。2001年に東京ディズニーリゾート・グッドネイバーホテルへ加盟。
2020年東京オリンピック開催時、周辺に競技場が集中することを踏まえ、改装をテコに外国人観光客やビジネスマンらの宿泊需要を一段と開拓しようと、全830室のうち800室を2014年に順次リニューアルした。
りんかい線の新木場駅経由で東京ディズニーリゾートへ20分程度で向かう事が出来、2001年に天王洲アイル駅まで延伸されたことで羽田空港へも30分以内でアクセスできるといった地の利の良さが認識され、客室が埋まることが珍しくなくなっている。

## 施設

### 宿泊
総客室数：830室
- シングル
- セミダブル
- ツイン
- ミニツイン
- トリプル
- レディース

### レストラン
- ジョージタウン

### ブライダル
- スカイチャペル
- 大小宴会場（アイリス、グランブラン、メイプル）
- 婚礼統括プロデューサー村瀬克輝

### 有明パークビル レストラン街
ファミリーレストラン「ココス」、WASYOKU DINING 「がぜん」、シーフードレストラン「メヒコ」、炭火串焼き＆無国籍居酒屋「まはらに」など10店舗以上。

## アクセス
- 東京都江東区有明三丁目7-11
- ゆりかもめ有明駅から徒歩3分。
- りんかい線国際展示場駅から徒歩4分。
- 東京空港交通（リムジンバス）：ホテル正面に停車
  - 東京国際空港から33-53分
  - 成田国際空港から70-80分